# Sister Hazel
Sister Hazel é uma banda norte-americana de rock formada em Gainesville, Flórida em 1993. Seu estilo varia com elementos de rock alternativo, música folk, southern rock e Grunge.

## Integrantes

### Formação atual
- Jett Beres - baixo
- Andrew Copeland - guitarra e vocal
- Ryan Newell - guitarra
- Mark Trojanowski - bateria

## Discografia

### Álbuns de estúdio
- Sister Hazel (1994)
- ...Somewhere More Familiar (1997)
- Fortress (2000)
- Chasing Daylight (2003)
- Lift (2004)
- Absolutely (2006)
- BAM!, Vol. 1 (2007)
- Santa's Playlist (2007)
- Before the Amplifiers, Live Acoustic (2008)
- Release (2009)
- Heartland Highway (2010)